# Neverwinter Nights 2
Neverwinter Nights 2 (NWN2) er et computerrollespil udviklet af Obsidian Entertainment og udgivet af Atari. Det blev udgivet i Europa den 3. november 2006, og er efterfølgeren til Bioware's Neverwinter Nights (NWN).
Neverwinter Nights 2 er baseret på Dungeons and Dragons v3.5 regelsættet, i modsætning til Neverwinter Nights der var baseret på Dungeons and Dragons 3rd Edition og Forgotten Realms.

## Udvidelsespakker
Der er desuden blevet lavet 3 udvidelsespakker til spillet.
NW2: Mask of the Betrayer blev udgivet i Europa d. 27. september 2007.
NW2: Storm of Zehir blev udgivet i Europa d. 18. november 2008.
NW2: Mysteries of Westgate blev udgivet i Europa d. 29. april 2009